# Anachrysis paradoxa
Anachrysis paradoxa (лат.) — вид ос-блестянок, единственный в составе монотипического рода Anachrysis из подсемейства Amiseginae.

## Распространение
Южная Африка: Ботсвана и ЮАР.

## Описание
Мелкие осы-блестянки. Жвалы самцов широкие, сплющенные. Голова без затылочного киля, щёчные бороздки развиты. Пронотум равен 0,8 от комбинированной длины скутума, скутеллюма и метанотума (метанотум в 4 раза короче скутеллюма). Проподеум округлый. Мезоплеврон с бороздками. Самцы и самки крылатые. Коготки лапок зубчатые. Паразитоиды. Таксон был впервые описан в 1986 году американским гименоптерологом Карлом Кромбейном (Karl V. Krombein; Department of Entomology, National Museum of Natural History, Smithsonian Institution, Вашингтон, США).
До 2023 года считался единственным представителем рода Anachrysis, затем был описан второй вид Anachrysis arabica van Loon & Soliman, 2023 (Аравийский полуостров).